# Bananensplit

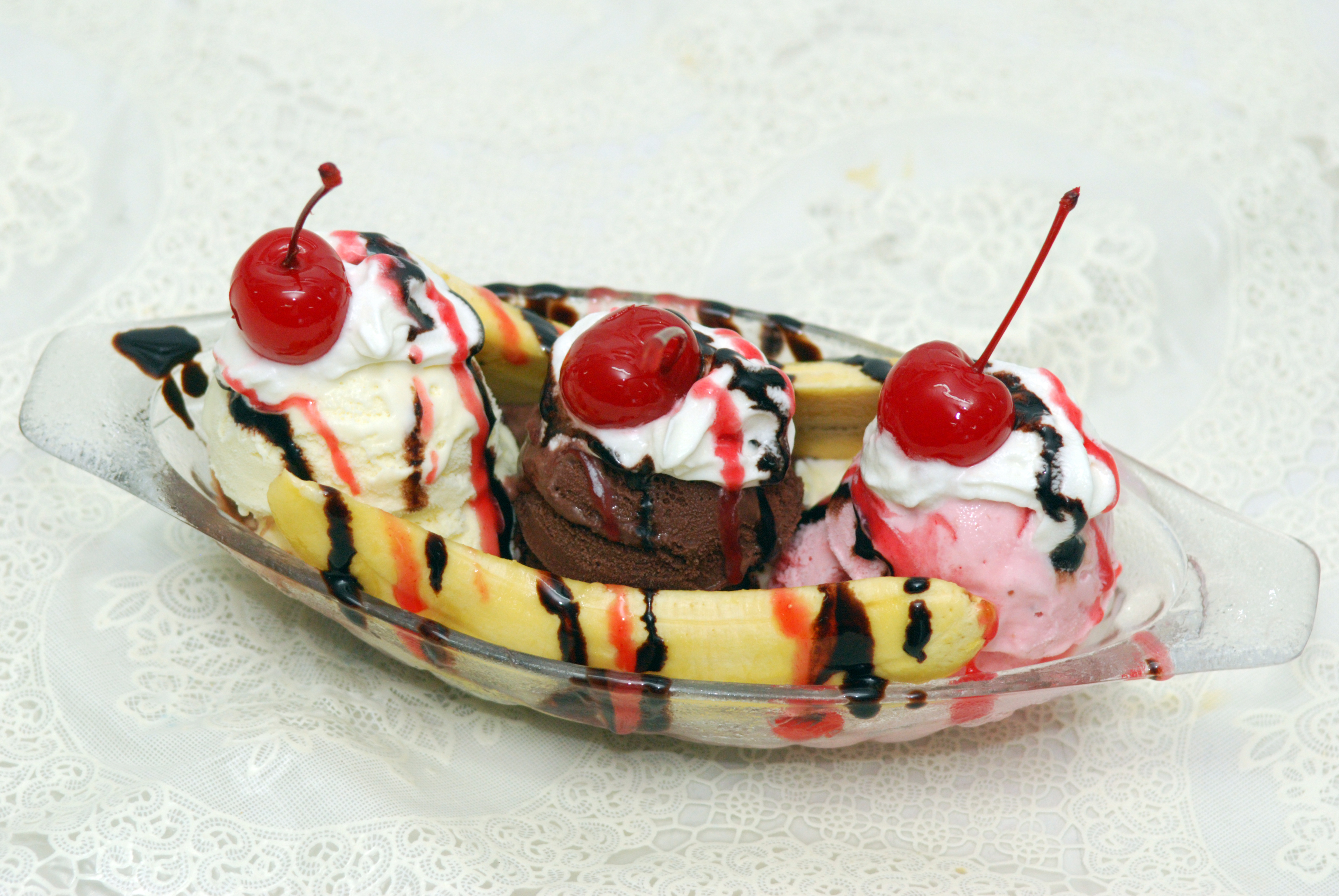
Bananensplit

Bananensplit (von englisch banana split, „Bananenspaltung“) ist eine Eisspeise, die aus der Küche der Vereinigten Staaten stammt.
In der klassischen Zubereitung besteht er aus einer geschälten, längsgeteilten Banane, darauf gesetzten Kugeln von Vanille-, Schokoladen- und Erdbeereis, über die Ananassirup, Schokoladensauce und Erdbeersirup gegeben wird, und schließlich Nusssplitter, Schlagsahne und Maraschino-Kirschen. Serviert wird Bananensplit auf einem länglichen, „Boot“ genannten Teller. 
Eine häufige, einfachere Variante, die in den deutschsprachigen Ländern überwiegend angeboten wird, besteht aus Banane, Vanilleeis, Schokoladensauce und Schlagsahne.

## Geschichte
Die genaue Urheberschaft des Bananensplits ist ungeklärt.
Die Stadt Latrobe in Pennsylvania feierte 2004 den 100. Jahrestag der Erfindung des Bananensplits. Dort soll der Student David E. Strickler, der in einem Drugstore als Soda Jerk (Limonadenmischer) arbeitete, 1904 diesen Eisbecher erfunden haben. In Michael Turbacks The Banana Split Book wird Strickler die Erfindung des Bananensplits zugeschrieben.
Ein oder zwei Jahre nach Stricklers Erfindung soll ein Unternehmer aus Boston einen ähnlichen Eisbecher angeboten haben. Wilmington in Ohio nimmt ebenfalls für sich in Anspruch, der Geburtsort des Bananensplits zu sein. Der Restaurantbesitzer Ernest Hazard soll unter seinen Angestellten einen Wettbewerb zur Erfindung eines neuen Eisbechers veranstaltet haben, um die Schüler der Stadt während der langen Wintertage bei Laune zu halten. Mit dem Ergebnis unzufrieden, habe er eine halbierte Banane auf einen länglichen Teller gelegt und selbst ein Dessert erfunden. In Wilmington wird alljährlich im Juni ein Bananensplit-Festival veranstaltet.
Die Popularisierung des Bananensplits wird der Lebensmittel-Kette Walgreens zugeschrieben. Charles Rudolph Walgreen kopierte die Süßspeise und machte sie zu einem der Markenzeichen seiner Drugstores, die er in Chicago gründete.
In Deutschland wurde der Bananensplit vor allem nach dem Zweiten Weltkrieg durch Eisdielen bekannt und gehört dort zum Standardangebot.